# Oligodactylie
Oligodactylie (van oud Grieks: weinig en vingers) is een aangeboren afwijking bij mensen, die erin bestaat dat ze minder dan vijf vingers of tenen hebben.